# Ручейки (Дедовичский район)
Ручейки — деревня в Дедовичском районе Псковской области России. Входит в состав Сосонской волости Дедовичского района.
Расположена на юге района, в 12 км к юго-востоку от районного центра Дедовичи.

## Население
Численность населения деревни составляет 41 житель (2000 год).